# Genival Santos
Genival Joaquim dos Santos (Campina Grande, 10 de abril de 1943 — Fortaleza, 18 de novembro de 2014) foi um cantor e compositor brasileiro do estilo romântico/brega.

## Carreira
Participou de três edições da compilação Quebra Pote, junto com Trio Nordestino, Ary Lobo e Genival Lacerda. Seus primeiros álbuns possuem assinaturas de João Silva, Antonio Barros, Cecéu, Raimundo Evangelista e Oseas Lopes. Bezerra da Silva assinou uma faixa de Morrendo de Amor (1973), seu primeiro disco.
Se apresentou no programa de Flávio Cavalcanti, ganhando 10 de Márcia de Windsor, que também afirmou que ele venderia mais que Caetano Veloso e Gilberto Gil, mas chorou em razão da negativa dos demais jurados, voltando ao show após pedidos de telespectadores em 1500 cartas, quando cantou Meu Coração pede Paz, de Oseas Lopes, e foi ovacionado. A música, faixa-título de seu primeiro LP (1972), vendeu 85 mil cópias. Eu Te Peguei no Flagra, de 1977, é considerado seu maior sucesso. Eu não sou brinquedo (1975) e Sendo Assim (1976) foram outros importantes trabalhos, podendo-se citar ainda, dentre outras músicas, Livro Aberto, Espelho Fiel, Peço Bis, Preciso Parar Pra Pensar, Minha Sede de Amor, Paz e Amor, Vou Cair na Gandaia, Se For Preciso e Crucificado do Amor. Lançou 28 discos e teve cinco milhões de cópias comercializadas. Antes de músico trabalhou como servente de pedreiro e sapateiro.

## Morte
Faleceu em Fortaleza, aos 71 anos, vítima de complicações decorrentes de câncer de pulmão, sendo sepultado no Cemitério Jardim Metropolitano, município de Eusébio, Grande Fortaleza.